# Masters de Augusta 2019

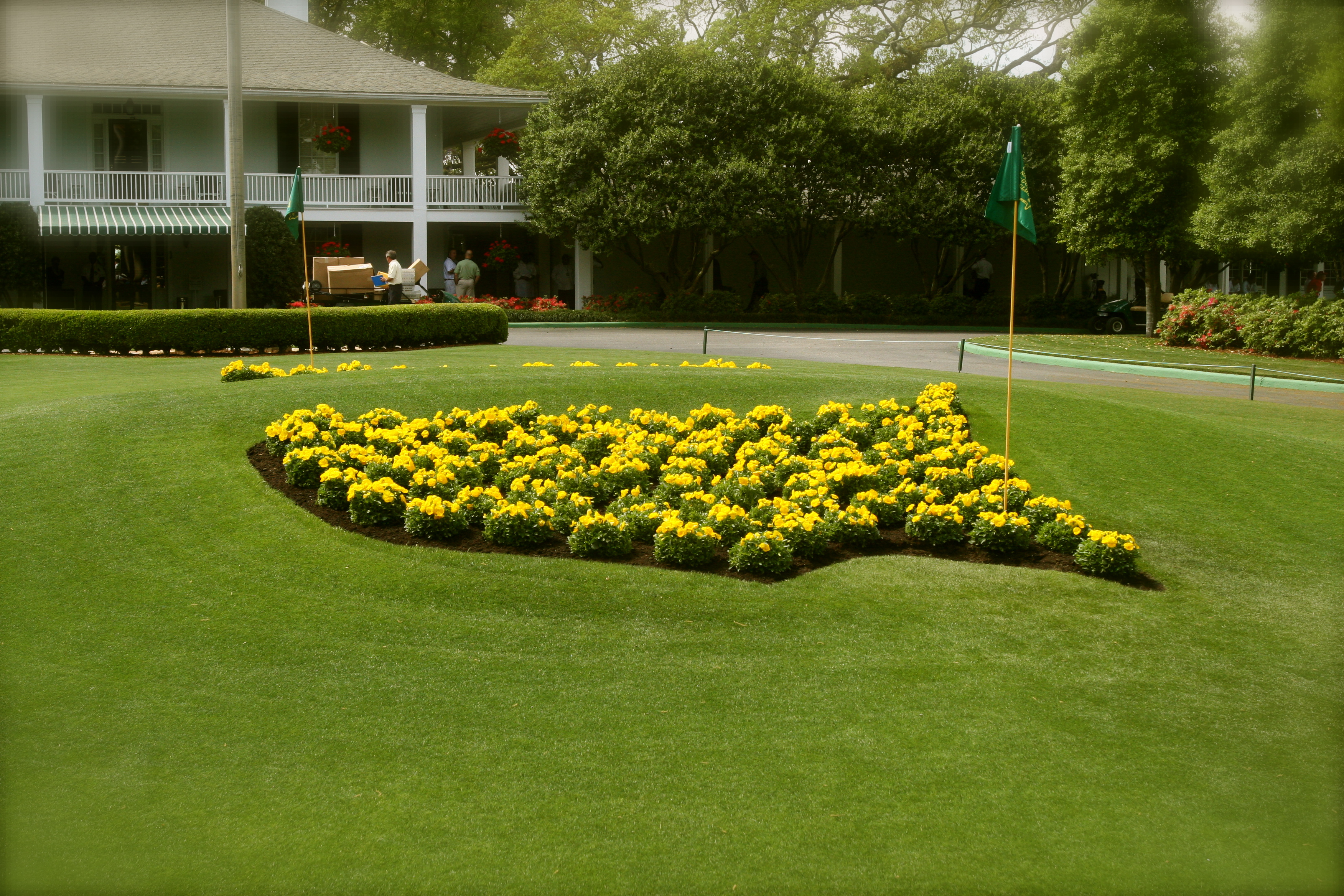
Logo del torneo Masters de Augusta 2019 hecho de flores, frente al Club de golf Augusta National.

El Masters de Augusta 2019 fue la edición n.º. 83 del Masters de Augusta y el primero de los Torneos Mayores. Tuvo lugar entre el 11 y el 14 de abril de 2019 en el Augusta National Golf Club en la ciudad estadounidense de Augusta, Georgia. El ganador fue el estadounidense Tiger Woods, consiguiendo así su quinto título del torneo (1997, 2001, 2002, 2005 y 2019).

## Top 10
| Pos. | Jugador            | Puntuación      | A par |
| ---- | ------------------ | --------------- | ----- |
| 1º   | Tiger Woods        | 70-68-67-70=275 | −13   |
| 2.º  | Dustin Johnson     | 68-70-70-68=276 | −12   |
| 2.º  | Brooks Koepka      | 66-71-69-70=276 | −12   |
| 2.º  | Xander Schauffele  | 73-65-70-68=276 | −12   |
| 5.º  | Jason Day          | 70-67-73-67=277 | −11   |
| 5.º  | Tony Finau         | 71-70-64-72=277 | −11   |
| 5.º  | Francesco Molinari | 70-67-66-74=277 | −11   |
| 5.º  | Webb Simpson       | 72-71-64-70=277 | −11   |
| 9.º  | Patrick Cantlay    | 73-73-64-68=278 | −10   |
| 9.º  | Rickie Fowler      | 70-71-68-69=278 | −10   |
| 9.º  | Jon Rahm           | 69-70-71-68=278 | −10   |